# ザ・トゥエルブ・アポストルズ

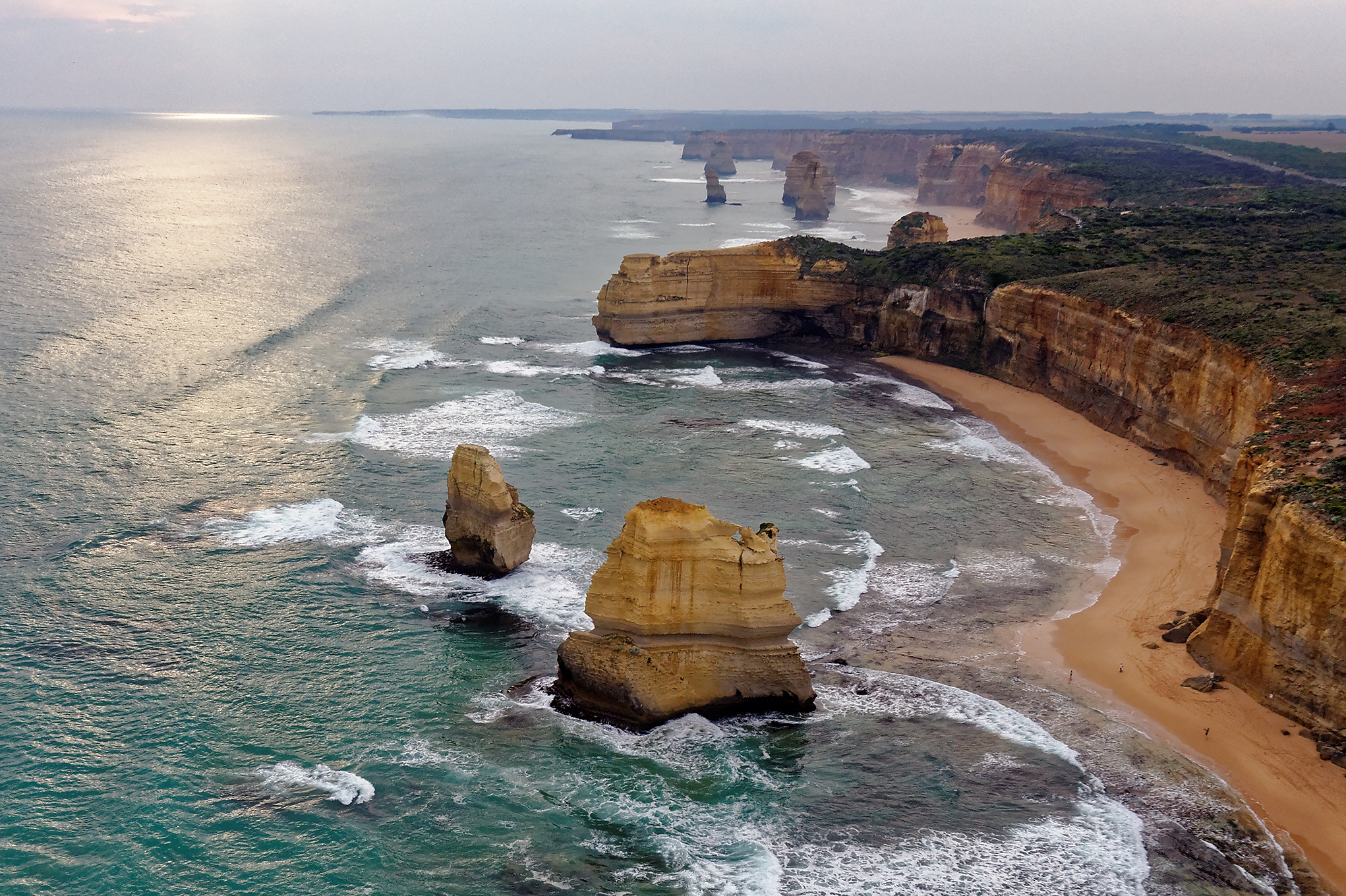
The Twelve Apostles

ザ・トゥエルブ・アポストルズ（The Twelve Apostles）とは、オーストラリアのビクトリア州のポートキャンベル国立公園にある、石灰岩でできた複数の海食柱である。名称は十二使徒を意味する。
おおよそ南緯38度39分、東経143度6分付近の海岸の近くに、列を成して存在する。なお、観光地化するに当って改名され、結果、十二使徒として知られるようになったものの、ここに12本の海食柱が存在しているわけではない。

## 概説

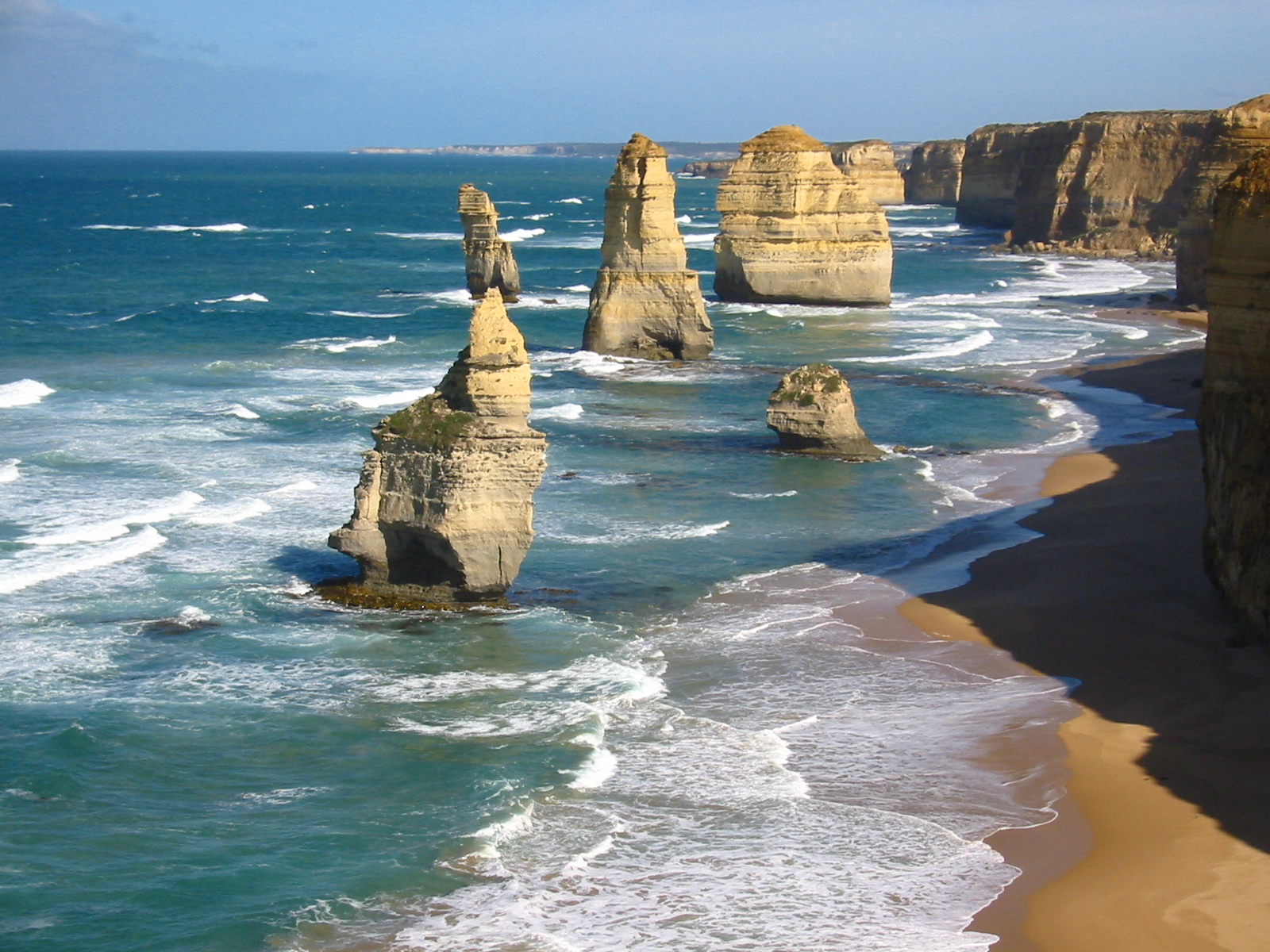
崩壊前（2003年撮影）

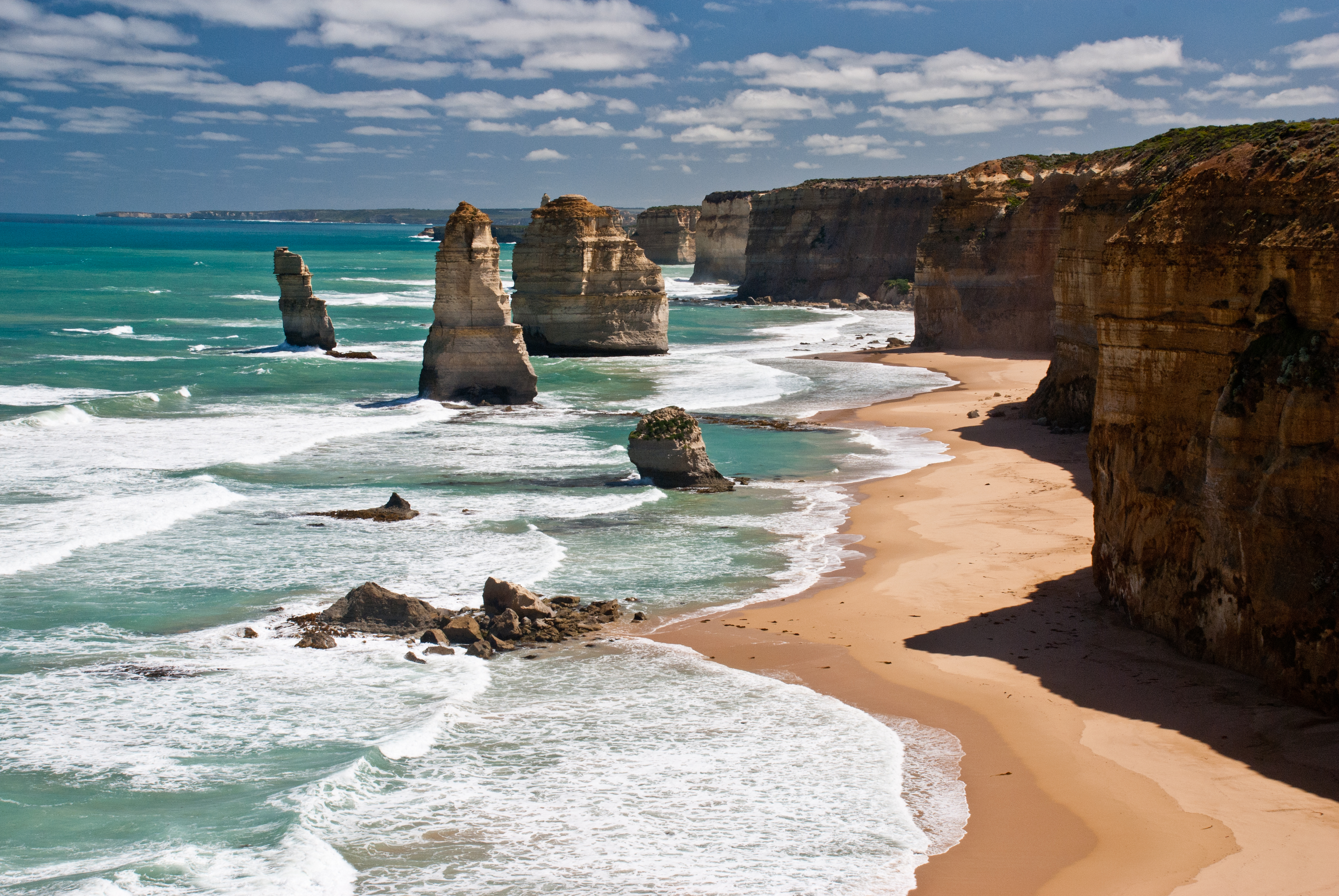
崩壊後（2010年撮影）

ザ・トゥエルブ・アポストルズは、中新世に形成された石灰岩からできた海食柱群である。
ここには海岸付近に同じ石灰岩でできた崖が存在する。この崖にできた洞窟を形成していた石灰岩の柔らかい部分が、海の波によって徐々に侵食され、結果、天然のアーチが残り、さらに侵食が進んでアーチが崩落することで、海食柱群は形成されたと考えられている。2010年現在の情報では、高さ約45mの海食柱も存在している。
しかし、海食柱は海の波による侵食の影響を受けやすい。事実、ここの海食柱の根元の石灰岩は、年間2cm〜3cm程度の割合で侵食され続けている
したがって、例えば2005年7月3日に50mほどの高さの海食柱が崩壊したように
、いつまでもこのままの姿で残っているわけではない。なお、海食柱群の近くの石灰岩の崖には、海食柱の形成途中にあると見られている部分が存在するので、このまま海による侵食が続けば、将来、新たな石灰岩の海食柱が現れるだろうという予測も存在する。

## 歴史
ザ・トゥエルブ・アポストルズは、オーストラリアのビクトリア州における有名な観光地の1つとしても知られる。しかし、この海食柱群は元々「The Twelve Apostles（十二使徒）」と呼ばれていたわけではない。1922年まで、比較的大きな海食柱であるMuttonbird Islandは、「Sow（メスのブタ）」として知られ、他の小さな海食柱群は「Piglets（子ブタ達）」として知られていた。
ところがその後、観光事業に使う目的で、現在の「The Twelve Apostles（十二使徒）」に改名された。この結果、この海食柱はたった9本しか存在していないのにもかかわらず、十二使徒として知られるようになってしまった。
なお、海食柱は海の波による侵食の影響を受けやすいものだが、2005年7月3日には、50mほどの高さがあった海食柱が崩れ落ちたため、8本を残すのみとなった
。さらに2009年9月25日には、Three Sisters（3人姉妹）と呼ばれる部分を形成する海食柱のうちの1本が倒壊した
。